# در باب خدایان و انسان‌ها
در باب خدایان و انسان‌ها (فرانسوی: Des hommes et des dieux‎) فیلمی در ژانر درام است که در سال ۲۰۱۰ منتشر شد. از بازیگران آن می‌توان به لمبرت ویلسون و مایکل لونزدل اشاره کرد.